# Paolo Bessegato

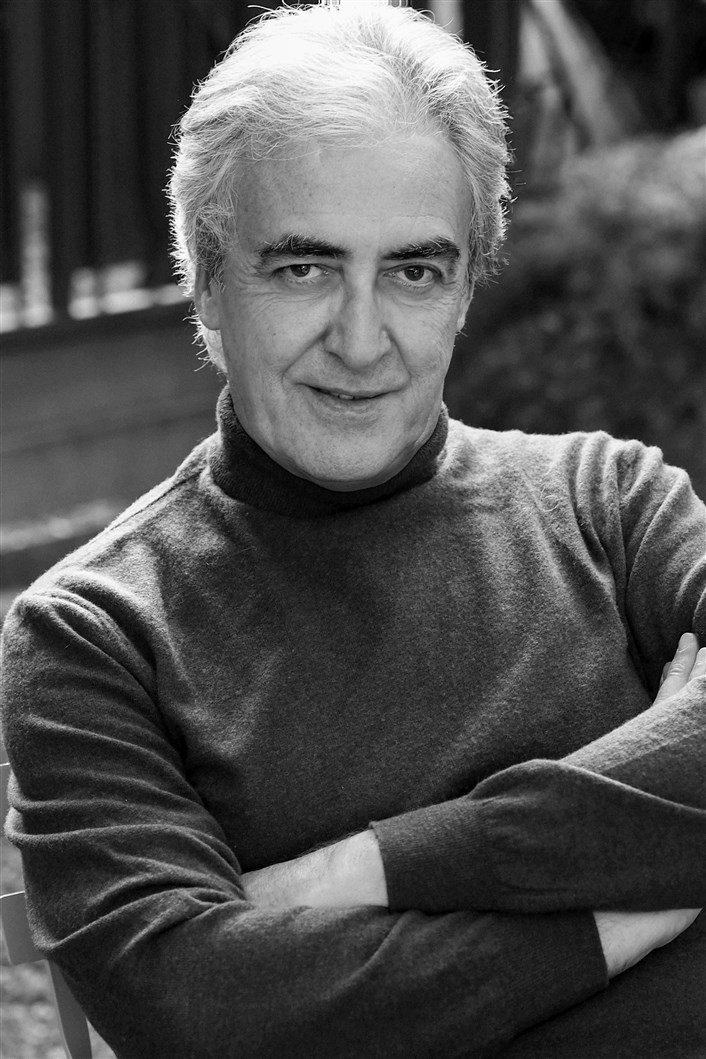

Paolo Bessegato (Montebelluna, 30 marzo 1951) è un attore e doppiatore italiano.

## Biografia
Ha cominciato a fare teatro all'età di sedici anni, recitando nel gruppo "Interazione" di Milano, che nel 1969 vinse il premio San Fedele per la ricerca teatrale. Durante gli anni dell'università, si è diplomato alla Scuola del Piccolo Teatro di Milano. Dopo le prime esperienze con Giorgio Strehler e Dario Fo, ha messo in scena un proprio testo (Manuale di disoccupazione) e realizzato spettacoli con testi dei poeti Andrea Zanzotto, Antonio Porta, Giancarlo Majorino.
Negli anni ottanta si è affermato come attore, lavorando con diversi registi. Tra le sue interpretazioni c'è Tartufo di Molière, prodotto dal Ctb Teatro Stabile di Brescia, regia di Mina Mezzadri, regista con cui ha poi continuato a collaborare. Altro incontro, e ancora al Ctb, è stato quello con Nanni Garella, per la cui regia ha recitato Jimmy Porter in Ricorda con rabbia di Osborne, nel 1985, e in altri successivi spettacoli.
Sono molti i personaggi del teatro sia classico che contemporaneo a cui ha dato vita: il Conte ne La bottega del caffè di Goldoni-Fassbinder, regia di Bruni-De Capitani, al Teatro dell'Elfo nel 1991; Admeto nell'Alcesti di Euripide, accanto a Lucilla Morlacchi, regia di Walter Pagliaro; Corrado ne La morte civile di Paolo Giacometti, regia di Giuseppe Bertolucci, insieme a Sabina Guzzanti, David Riondino e Antonio Catania, con i quali nel 1993 aveva formato compagnia; Ulisse in Ecuba di Euripide, con Anna Proclemer, regia di Massimo Castri, per il Teatro di Roma nel 1994.
Paolo Bessegato si è anche dedicato alla regia, mettendo in scena testi di Roberto Mussapi (Villon nel 1990), Ottiero Ottieri (L'infermiera di Pisa, nel 2000 e Il palazzo e il pazzo nel 2003); Achille Platto (Bibbiù nel 1996, Aqua trobia nel 2002, Sacra Familia nel 2011) e Giuseppe Di Leva (45 giri, nel 2009, che ha ideato insieme all'autore, diretto e interpretato con Lunetta Savino. Nel 1998 ha curato la regia della prima esecuzione moderna dell'opera lirica Ruy Blas di Filippo Marchetti, al Teatro Pergolesi di Jesi.
In coppia con David Riondino ha realizzato per il teatro, con l'accompagnamento di varie bande musicali: Il corsaro nero, tratto dal romanzo di Emilio Salgari; Poema autobiografico di Giuseppe Garibaldi; Francesca da Rimini di Silvio Pellico; L'isola o L'ammutinamento del Bounty poema di George Byron. Come voce recitante ha collaborato con i musicisti Marco Tutino, Ivan Fedele, Luca Francesconi, Carlo Galante, Carlo Boccadoro, Michele Dall'Ongaro.
Insegna “Dizione poetica” presso la Civica Scuola di Teatro Paolo Grassi di Milano.

## Teatro
- Le forze a confronto, di Mila Gianni, Miro Cusumano, Paola Cusumano, Milano, Teatro Uomo, 7 giugno 1971.
- Fede, speranza, carità, di Ödön von Horváth, regia di Lamberto Puggelli, Lodi, 12 luglio 1977
- Elogio del cannibalismo, di Antonio Porta, regia di Paolo Bessegato, Milano, Out Off, 1977
- Esoterik Satie, di Lorca Massine, Milano, Teatro Lirico, 5 maggio 1978.
- Uccellino meschino, di Giancarlo Majorino, Milano, Out Off, febbraio 1979
- Manuale di disoccupazione, di Paolo Bessegato, Milano, Centro Internazionale Brera, 1979
- Gli sguardi i fatti e senhal, di Andrea Zanzotto, Milano, Sala Azzurra, 12 dicembre 1979.
- L’artefice magico, Milano, Out Off, 26 febbraio 1980
- Aspettando che l’inferno inizi a funzionare, dai racconti di Giorgio Manganelli, regia di Gaetano Sansone, Milano, Castello Sforzesco, 20 maggio 1980.
- Il canto del cigno, di Anton Čechov, Milano, Centro Internazionale Brera, 1982
- Storia di Sofonisba, testo e regia di Giuseppe Di Leva, Milano, Centro Internazionale Brera, 4 maggio 1982.
- Fuochi incrociati, di Antonio Porta, regia di Paolo Bessegato, Milano, Centro Internazionale Brera, 26 ottobre 1982.
- Tartufo, di Molière, regia di Mina Mezzadri, Brescia, Teatro Grande, 4 dicembre 1982.
- La verità uccide, di Ambrogio Borsani, regia di Paolo Bessegato, Milano, Teatro di Porta Romana, 22 luglio 1985.
- Pigmalione, di Jean-Jacques Rousseau, regia di Giuseppe Di Leva, Bologna, Accademia di Belle Arti, settembre 1985
- Ricorda con rabbia, di John Osborne, regia di Nanni Garella, Centro Teatrale Bresciano, 1985
- La crociata dei bambini, di Marcel Schwob, regia di Giuseppe Di Leva, Milano, Teatro di Porta Romana, 9 dicembre 1985.
- Due, di Patrizia Balzanelli, Milano, Sala Fontana, gennaio 1987
- I sette a Tebe, di Eschilo, Milano, Teatro Carcano, 6 aprile 1987.
- Agamennone, di Vittorio Alfieri, regia di Nanni Garella, Milano, Teatro dell’Elfo, 27 ottobre 1988.
- La vita è sogno di Pedro Calderón de la Barca, regia di Giampiero Solari, Santa Severa, 18 luglio 1989.
- Ista Laus pro Nativitate et Passione Domini, da laudari del Trecento, regia di Nanni Garella, Spoleto, Teatro Nuovo, 25 gennaio 1990.
- Villon, di Roberto Mussapi, regia di Paolo Bessegato, Milano, Teatro Filodrammatici, 27 marzo 1990.
- Atelier Nadar, di Gioachino Rossini, regia di Lorenza Codignola, Pesaro, Auditorium Pedrotti, 14 agosto 1990.
- Il bicchiere della staffa, di Harold Pinter, regia di Gaetano Sansone, Milano, Teatro Filodrammatici, 18 giugno 1991.
- Didone abbandonata, di Pietro Metastasio, regia di Nanni Garella, Vittoriale di Gardone, 13 luglio 1991.
- Antigone di Sofocle, regia di Franco Branciaroli, Rimini, 24 agosto 1991.
- La bottega del caffè, di Rainer Werner Fassbinder, regia di Ferdinando Bruni, Milano, Teatro dell’Elfo, 22 ottobre 1991.
- Alcesti, di Euripide, regia di Walter Pagliaro, Bari, Teatro Piccinni, febbraio 1992.
- Voci dal buio, di Roberto Mussapi, regia di Flavio Ambrosini, Milano, Salone Crt, 31 marzo 1993.
- Oh, patria mia, regia di Giuseppe Bertolucci, Cesenatico, 7 gennaio 1994
- Adelchi, di Alessandro Manzoni, regia di Mina Mezzadri, Brescia, Via dei Musei, 17 luglio 1994.
- Non io. Sabina e le altre, di Sabina Guzzanti, regia di Giuseppe Bertolucci, Milano, Teatro Ciak, 6 ottobre 1994.
- Ecuba, di Euripide, regia di Massimo Castri, Roma, Teatro Argentina, 29 novembre 1994.
- Ista Laus pro Nativitate et Passione Domini, regia di Nanni Garella, Bologna, Arena del Sole, 2 maggio 1995.
- Bibbiù, di Achille Platto, regia di Paolo Bessegato, Brescia, Chiostro del Carmine, 4 luglio 1995.
- Dyskolos, di Menandro, regia di Egisto Marcucci, Teatro antico di Segesta, agosto 1995
- Arlecchino servitore di due padroni, di Carlo Goldoni, regia di Nanni Garella, Bologna, Arena del Sole, 12 dicembre 1995.
- Teatro e Libertà, con Maddalena Crippa, Paolo Bessegato, Virginio Gazzolo, Marisa Fabbri, Jesi, 15-17 maggio 1998.
- Un’aria di famiglia, di Agnès Jaoui e Jean-Pierre Bacri, regia di Michele Placido, Bologna, Arena del Sole, gennaio 1999
- Dylan Dog, testo e regia di Giorgio Gallione, Verona, Teatro Filarmonico, 13 novembre 1999.
- Il campione e il gregario, da Giovanni Testori, regia di Giuseppe Marchetti, Coccaglio, 20 luglio 2000
- L'infermiera di Pisa, di Ottiero Ottieri, 2000
- La Moscheta, di Ruzante, regia di Claudio Longhi, Latisana, 31 ottobre 2001.
- Aqua trobia, di Achille Platto, regia di Paolo Bessegato, Brescia, Teatro Santa Chiara, 5 febbraio 2002.
- Caligola, di Albert Camus, regia di Claudio Longhi, Padova, Teatro Verdi, 4 marzo 2003.
- Le nozze di Figaro, di Wolfgang Amadeus Mozart, Orta Opera Festival, 29 luglio 2003.
- 10.000 - Autobiografia di un libro, di Andrea Kerbaker, regia di Flavio Ambrosini, Milano, Teatro Studio, 11 settembre 2003.
- Il palazzo e il pazzo, di Ottiero Ottieri, 2003
- Il giocatore, di Carlo Goldoni, regia di Giuseppe Patroni Griffi, Forlì, Teatro Diego Fabbri, 23 marzo 2004.
- L’incendio di via Keplero, di Carlo Emilio Gadda, Milano, Teatro della Cooperativa, 13 maggio 2004.
- Woody Allen Café, di Emilio Russo, regia di Marco Balbi, Milano, Osservatorio di Brera, 8 giugno 2005.
- Il Corsaro Nero, letture salgariane in musica, con David Riondino, Bellaria, 10 agosto 2005.
- Dialoghi mancati, due atti unici di Antonio Tabucchi, regia di Claudio Beccari, Milano, Teatro Filodrammatici, 19 ottobre 2005.
- Ritter, Dene, Voss, di Thomas Bernhard, regia di Renato Sarti, Milano, Teatro della Cooperativa, 2 marzo 2006.
- Simone chiamato Pietro, di Mauro-Giuseppe Lepori, regia di Fabio Battistini, Artogne, 7 aprile 2006.
- Casa di bambola. L’altra Nora, da Henrik Ibsen, regia di Leo Muscato, Milano, CRT Teatro dell’Arte, 2 maggio 2007.
- Giuseppe Garibaldi. Poema Autobiografico, a cura di David Riondino, Milano, Museo del Risorgimento, 23 giugno 2008.
- 45 giri di Parole d’amore, regia di Giuseppe Di Leva, Frascati, Villa Torlonia, 20 luglio 2008.
- Sacra Familia, di Achille Platto, regia di Paolo Bessegato, Torino, Teatro Carignano, 18 giugno 2011.
- La Passion Predominante, Roma, Giardini della Filarmonica, 18 luglio 2011.
- Macelleria messicana, di Enrico Groppali, regia di Daniele Salvo, Brescia, Teatro Sociale, 9 aprile 2013.
- The Island, di Lord Byron, Montepulciano, Teatro Poliziano, 7 marzo 2015.
- Fase di transizione, di Péter Esterházy, Cividale del Friuli, 15 giugno 2015.
- Dionysus il dio nato due volte, di Daniele Salvo, regia di Manuela Kustermann, Roma, Teatro Vascello, 4 marzo 2016.
- Un salto in cielo – Brechtsuite, testo e regia di Emilio Russo, Milano, Teatro Menotti, 8 giugno 2017.
- Terra Santa, di Mohamed Kacimi, Brescia, Teatro Sancarlino, 10 febbraio 2018.
- Le cosmicomiche/La boutique del mistero. Calvino incontra Buzzati, regia di Lorenzo Loris, Milano, Teatro Out Off, 2 maggio 2018.
- Il diavolo e la vedova, di Egidio Bertazzoni, regia di Anna Bonel, Teatro LabArca, 30 novembre 2018.
- Fuga nelle tenebre, di Arthur Schnitzler, regia di Lorenzo Loris, Milano, Teatro Out Off, 6 febbraio 2019.
- Il bacio di Tosca, di Kenneth Jupp, Brescia, Teatro Sancarlino, 11 maggio 2019.
- Trattoria Menotti, testo e regia di Emilio Russo, Milano, Teatro Menotti, 23 maggio 2019.

## Filmografia

### Cinema
- Provvisorio quasi d'amore, regia di Kiko Stella, episodio Imperfetto orario (1988)
- A casa nostra, regia di Francesca Comencini (2006)
- Boris - Il film, regia di Giacomo Ciarrapico, Mattia Torre e Luca Vendruscolo (2011)
- Il giorno in più, regia di Massimo Venier (2011)
- Mai Stati Uniti, regia di Carlo Vanzina (2013)
- Viva la libertà, regia di Roberto Andò (2013)
- Ritratto di un imprenditore di provincia, regia di Hermes Cavagnini (2013)
- Leoni, regia di Pietro Parolin (2015)
- Torno indietro e cambio vita, regia di Carlo Vanzina (2015)
- The Startup, regia di Alessandro D'Alatri (2017)
- Metti la nonna in freezer, regia di Giancarlo Fontana e Giuseppe G. Stasi (2018)

### Televisione
- La commediante veneziana, regia di Salvatore Nocita – miniserie TV (1979)
- Adua, regia di Dante Guardamagna – miniserie TV (1981)
- La squadra – serie TV, episodi 4x21-4x22-4x23 (2003)
- Due mamme di troppo, regia di Antonello Grimaldi – film TV (2009)
- R.I.S. - Delitti imperfetti – serie TV, episodio 5x01 (2009)
- Puccini, regia di Giorgio Capitani – miniserie TV (2009)
- Il mostro di Firenze, regia di Antonello Grimaldi – miniserie TV (2009)
- Atelier Fontana - Le sorelle della moda, regia di Riccardo Milani – miniserie TV (2011)
- L'amore non basta (quasi mai...), regia di Antonello Grimaldi – miniserie TV (2011)
- Don Matteo – serie TV, episodio 8x13(2011)
- Kubrick - Una storia porno, regia di Ludovico Bessegato – serie web (2012)
- Volare - La grande storia di Domenico Modugno, regia di Riccardo Milani – miniserie TV (2013)
- Rex – serie TV, episodio 5x06(2013)
- Il candidato - Zucca presidente– serie TV (2014)
- Fuoriclasse – serie TV, episodio 3x08 (2015)
- Dov'è Mario?, regia di Edoardo Gabbriellini – miniserie TV (2016)
- C'era una volta Studio Uno, regia di Riccardo Donna – miniserie TV (2017)
- Il miracolo – serie TV, episodio 1x08 (2018)
- Una pallottola nel cuore – serie TV, episodio 3x03(2018)
- Rocco Schiavone – serie TV, episodi 3x03-3x04(2019)
- Un professore – serie TV (2021-2023)

## Radio
- La Pasqua a Pieve di Soligo, di Andrea Zanzotto, regia di Piero Carpi de’ Resmini, 20 aprile 1982.
- Il fondo serio della roccia, testo e regia di Egidio Bertazzoni, 10 agosto 1982.
- Casa Rozeno, di Camillo Antona Traversi, regia di Alberto Buscaglia, 30 gennaio 1985.
- La Scala racconta, di Giuseppe Barigazzi, regia di Sergio Le Donne, 27 puntate, dal 20 settembre 1992 al 21 marzo 1993.
- Un concerto wagneriano, di Willa Cather, 15 gennaio 1993.
- Voci al buio, di Roberto Mussapi, regia di Flavio Ambrosini, 6 novembre 1993.

## Doppiaggio

### Cinema
- Bill Pullman in L'ultima seduzione
- Joe Mantegna in L'occhio del male
- Stellan Skarsgård in Insomnia
- Marco Rodríguez in Disorderlies
- Peter Graham-Gaudreau in Sea Ghost
- Jack Haley in Il mago di Oz (doppiaggio del 1985)
- Laurent Lucas in Qui a tué Bambi?
- Andrew Stevens in Il mio amico Munchie

### Televisione
- John Waters in Così scorre il fiume (All the Rivers Run)
- Robert Urich in Vega$
- Jack Scalia in Wolf
- Tim Russ in Star Trek: Voyager (Tuvok, episodio pilota)
- Jean-Claude Caron in Commissario Navarro
- Maxime Leroux in Soccorso in alta quota (Sauvetage)

### Soap opera e telenovelas
- Charles Bouvier in Rituals
- Cláudio Cavalcanti in Luna piena d'amore
- Adriano Reys in Ciranda de pedra
- Bruno César in Il vento e il tempo

### Cartoni animati
- Colonnello Pierre in Siamo fatti così
- Mario Plato in Metal Armor Dragonar
- Narratore in God Mars

### Videogiochi
- Jim Pearson in Black Dahlia (1998)[1]
- Gage Blackwood in The Journeyman Project 3 - Il retaggio del tempo (1998)[2]